# Pambolidea barberi
Pambolidea barberi är en stekelart som beskrevs av Marsh 1965. Pambolidea barberi ingår i släktet Pambolidea och familjen bracksteklar. Inga underarter finns listade i Catalogue of Life.